# Jacob Sandegren
Carl Jacob Sandegren, född 1 oktober 1841 i Näsinge socken, död 13 januari 1929 i Madurai, södra Indien, var en svensk missionär. Han var far till Carl, Herman, Johannes och Paul Sandegren.
Jacob Sandegren var son till lantbrukaren Carl Olivier Sandegren. Som gymnasist i Göteborg kom han under inflytande av Peter Wieselgren. Han blev student vid Uppsala universitet 1863, var en tid informator samt 1865–1866 kristendomslärare vid Ryssbylunds lantbruksskola nära Kalmar. Efter dimissionsexamen 1866 och praktisk teologisk examen 1867, både i Uppsala, utbildade han sig till missionär i Leipzig samt i England och Skottland. År 1869 reste Sandegren som Svenska Missionssällskapets missionär i Evangelisk-lutherska Leipzigmissionens tjänst till Indien och assisterade där vid undervisningen i den engelsk-tamuliska skolan i Madras. Efter på grund av svår sjuklighet av förflyttats till det mera hälsosamma Cuddalore fick Sandegren från 1872 på egen hand sköta Coimbatores vidsträckta distrikt och visade stor förmåga att trots vidriga yttre förhållanden främja missionens sak, bland annat genom att igångsätta ambulerande missionsverksamhet och grunda ett upptagningshem för barn. Under en vistelse i Sverige 1881–1882 avlade Sandegren pastoralexamen i Göteborg samt försvarade avhandlingen Teser om hednamissionen. Han förflyttades efter återkomsten till Madurai och var 1896–1902 direktor för centralskolan i Shiyali, varunder han även utförde översättningar till tamil samt författade memoarboken För trettio år sedan (1900). Mellan Leipzigmissionen och Svenska kyrkans mission åstadkom Sandegren 1900 en ekonomisk och geografisk uppdelning, varvid den svenska missionsgrenen erhöll namnet Den svenska diocesen av den evangeliska-lutherska Leipzigmissionen. Under återstoden av sin aktiva missionsbana var Sandegren som Svenska kyrkans missionsstyrelses ombud 1901–1912 ivrigt verksam för att utforma arbetsprogrammet för den svenska indienmissionen. Sandegren var bosatt i Madurai 1902–1904, i Virudupatti 1905–1913, i Tranquebar 1913–1926 och i Madurai från 1927. Han blev teologie hedersdoktor vid Uppsala universitet 1907.